# Vráble
Vráble (maďarsky Verebély) jsou město v jižní části Slovenska, v Nitranském kraji. Ve městě je římskokatolický kostel Panny Marie z roku 1901 a kaple svatého Urbana. Ve městě žije přibližně 8 300 obyvatel.

## Historie
Území města bylo osídleno již v neolitu (6000–2000 př. n. l.). Archeologicky je doloženo opevněné sídliště hatvanské a maďarovské kultury ze starší doby bronzové, kostrové hroby ze střední doby bronzové, halštatské a laténské sídliště, germánská osada z 2.–4. století a slovanské sídliště z 9. století.
První písemná zmínka o Vráblích (Verebel) pochází z roku 1265.
Od roku 1294 se zde pořádaly trhy. Od 13. století patřila obec ostřihomské arcidiecézi. V období od začátku 15. století až do roku 1848 zde sídlil predialista ostřihomského arcibiskupství. Od poloviny 16. století se Vráble vyvíjely jako zeměpanské městečko. Ve znaku měly svatého Vojtěcha.
V dobách osmansko-uherských válek byly Vráble důležitým opěrným bodem. Prvním náporům Turků musely čelit již v roce 1530. Až roku 1624 bylo rozhodnuto o vybudování pevnosti na obranu města a jeho okolí, která je též známá jako Zemný hrad. V roce 1626 sice její obránci městečko uchránili, ale roku 1653 Turci obranu překonali a Vráble vyplenili.
V roce 1918 po rozpadu Rakousko-Uherska se Vráble staly součástí Československa. V letech 1938–1945 připadly na základě První vídeňské arbitráže Maďarskému království.
Dne 25. března 1945 byly Vráble bombardovány sovětským letectvem, při čemž zahynulo asi sedmdesát osob.

## Přírodní poměry
Město se nachází asi 20 km jihovýchodně od Nitry, při hlavní cestě na Levice. Rozkládá se v Podunajské pahorkatině na řece Žitavě. Katastrální území leží v nadmořské výšce mezi 140 a 240 metry. Západně od Vráblí se ve směru na Nitru nachází vodní nádrž Vráble.
Město Vráble tvoří tři části: vlastní Vráble a bývalé vesnice Dyčka a Horný Ohaj (obě připojeny v roce 1975).

## Obyvatelstvo
Podle sčítání lidu v roce 2001 žilo ve městě 9493 obyvatel. Z toho bylo 93,32 % Slováků, 4,69 % Maďarů, 0,78 % Romů a 0,55 % Čechů. Ze stejného sčítání vyplývá, že náboženské složení obyvatelstva je 88,41 % katolíků, 0,62 % luteránů a 8,53 % obyvatel je bez vyznání.

## Osobnosti
- Richard Osvald (1845–1926), římskokatolický kněz a publicista
- Vladimír Velecký (1890–1951), velkostatkář a partyzán
- Edita Brestenská (1920–2014), paleontoložka
- Viliam Záborský (1920–1982), herec a pedagog
- Pavol Abrhan (* 1959), politik, bývalý poslanec Národní rady Slovenské republiky

## Partnerská města
1. Andouillé, Francie
2. Csurgó, Maďarsko
3. Nova Varoš, Srbsko